# Susumu Uemura
Susumu Uemura (植村 晋 Uemura Susumu?), född 9 april 1964 i Shiga prefektur, är en japansk tidigare fotbollsspelare.
Uemura började sin karriär i Gamba Osaka. Han avslutade karriären 1993.